# Pottsville (Pensilvania)
Pottsville es una ciudad ubicada en el condado de Schuylkill en el estado estadounidense de Pensilvania. En el año 2000 tenía una población de 15,549 habitantes y una densidad poblacional de 1,426.0 personas por km².

## Geografía
Pottsville se encuentra ubicada en las coordenadas 40°41′6″N 76°12′10″O / 40.68500, -76.20278.

## Demografía
Según la Oficina del Censo en 2000 los ingresos medios por hogar en la localidad eran de $30,137 y los ingresos medios por familia eran $41,124. Los hombres tenían unos ingresos medios de $31,510 frente a los $21,433 para las mujeres. La renta per cápita para la localidad era de $18,165. Alrededor del 13.9% de la población estaba por debajo del umbral de pobreza.